# Lispe persica
Lispe persica este o specie de muște din genul Lispe, familia Muscidae. A fost descrisă pentru prima dată de Becker în anul 1904. Conform Catalogue of Life specia Lispe persica nu are subspecii cunoscute.